# Low Altitude Assault Transport
A Low Altitude Assault Transport (LAAT) – alacsony (repülési) magasságú roham szállítójármű, a köztársasági katonai szlengben: gunship – egy speciális gyors légijármű  a Csillagok háborúja kitalált univerzumban, melyek a támadó köztársasági hajókból indulnak el. A LAAT-ok ezután könnyűfegyverzetük segítségével megtisztítják szállítmányuk célterületét.
Először a geonosisi csatában tűnt fel, ahol számos túlélő Jedit menekített ki a kivégzőarénából, tönkretett és megsemmisített több menekülő Konföderációs vezérhajót és elpusztított igen sok harci droidot.
A LAAT-ot később mind a Galaktikus Birodalom, mind a Lázadók Szövetsége alkalmazta.
Az LAAT különböző típusait a Rothana Nehézművek gyártotta a Galaktikus Köztársaság számára.

## Típusok

### LAAT/i
A LAAT/i (Low Altitude Assault Transport/Infantry) modell számos lövegállással rendelkezett, így 3 lézerágyúval, 2 sima és 2 iker összetett-sugarú lézerüteggel, 8 levegő-levegő rakétával és 2 kilövőállással nagyobb rakéták számára. Tárolt még 2 74-Z bike-ot, valamint egy FX-7 orvosdroidot is. 1600 ilyen harcigépet vetettek be a geonosisi csatában. A Klón Háborúk idejében a Köztársaság Nagy Seregének (Grand Army) egyik legfontosabb járműve volt. Habár a LAAT/i-t elsősorban atmoszférabeli szállításra és földi célpontok elleni támadásra tervezték, űrutazásra is alkalmas a hajótest a két oldalán található ajtók légmentes lezárása után. Maximális sebessége az atmoszférában 620 km/h.

### LAAT/c, harcigépek szállítására
A LAAT/c (Low Altitude Assault Transport/Carrier) hosszabb szárnyakkal rendelkezett, a nehéz teher részére biztosított különleges stabilitás érdekében. A hajó orrában egy pár lézer volt, a tatrészen pedig egy lézerágyú. A személyzetet egy pilóta és egy segédpilóta alkotta. Ilyen szállítójárművek vitték a csatába az AT-TE lépegetőket a Geonosison és a Klón Háborúk más csatáiban is. A Geonosisi csatában 400 LAAT/c-t vetettek be.

### LAAT/i (ARC változat)
Ez a módosított LAAT ARC gyalogosokat (Advanced Recon Commando) juttat az ellenséges vonalak mögé. Különleges belső felszerelése van, de egyébként átlagos szállítóhajó. Gyakran festik őket feketére a szokásos vörös helyett. Később, a Klón Háborúk folyamán az ARC gyalogosok különféle vadállatok szemével-szájával-csíkjaival tették ijesztőbbé LAAT-jaik elülső részét.

### LAAT/v
A LAAT/v (Low Altitude Assault Transport/Vehicle) modell kis járművek szállítására specializálódott. Jócskán nagyobb lévén LAAT/i testvérénél, a LAAT/v 1-4 katonai bike-ot, illetve a szokásos alakulatokat is képes a célterületre szállítani. Elsősorban felderítő célokra használták, ezért a szokásos feggyverzeten kívül megfigyelő/kém-üzemmódra is felszerelték. A harci gép a kiválasztott területttől biztonságos távolban ereszkedhetett le, a felderítés konkrét műveletét pedig a bike-ok hajtották végre.

### Alliance Assault Gunship (Szövetségi Roham Ágyúfregatt/Harcigép)
Miután a Régi Köztársaság feloszlott, a Lázadók megmentettek és helyreállítottak néhány régi LAAT/i-t. Űrben rohamhajóként, bolygókon szállítóhajóként, valamint kísérőhajóként használták. Ezek a felújított gépek gyakorlatilag megegyeznek elődjeikkel, eltekintve a Lázadók Szövetségének jelképére átfestett köztársasági címertől.